# Vinyl-Asbest-Platte

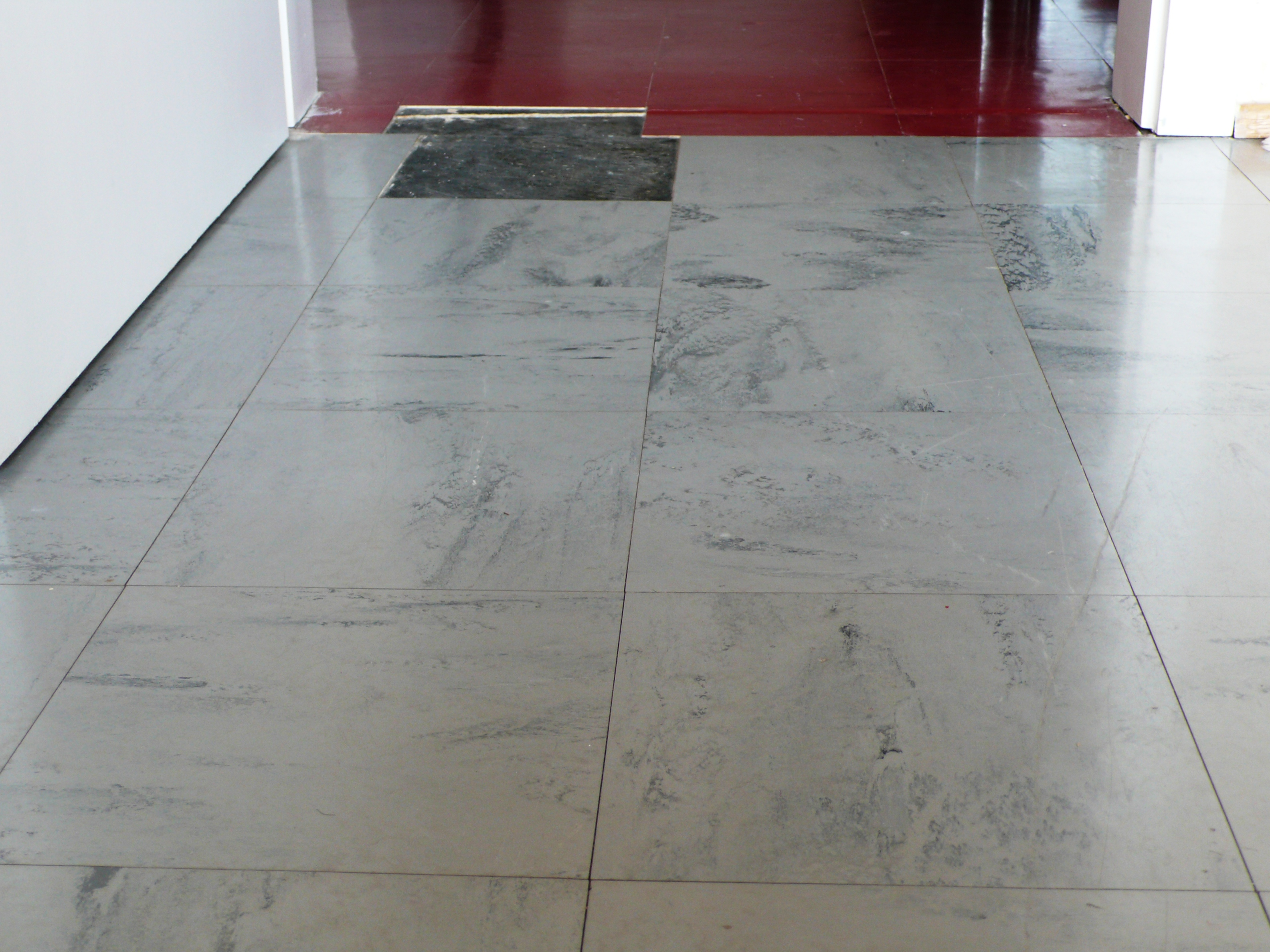
Dunloplan Pastell-Polyflex

Vinyl-Asbest-Platten (auch Floor-Flex- oder Flex-Platten) sind ein in den 1950er bis 1970er Jahren sehr häufig verbauter Bodenbelag. Optisch nur sehr schwer von Linoleum oder heute gängigen PVC-Bodenbelägen zu unterscheiden, wurde dieses Produkt aufgrund seiner Materialeigenschaften nur als Fliesen angeboten. Die weithin größte Problematik ist das mangelnde Wissen um die Asbest-Verwendung in diesem Produkt und die mangelnde Sensibilität bei der Entfernung und Entsorgung.

## Allgemeines
Ab den 1950er und 1960er Jahren kamen Kunststoffbodenbeläge in verschiedenster Ausführung in Mode. Sie mögen für die damalige Zeit durchaus attraktiv ausgesehen haben, vor allem aber waren sie auch für praktisch jedermann erschwinglich. Für diese Boden- und Wandbeläge sprachen eine Vielzahl von vorteilhaften Eigenschaften.
Sie waren gegen eine breite Palette von Einflussmedien weitestgehend resistent, wie zum Beispiel Öle, Fette, Säuren oder andere Chemikalien. Durch die dichte, homogene und geschlossene Oberfläche konnte das Eindringen von Staub und Schmutz vermieden werden.
Ein weiterer Aspekt war die Hygiene. Durch die äußerst glatte Oberfläche konnten diese Bodenbeläge sehr gut und leicht gereinigt und sauber gehalten werden, was vor allem deren Einsatz in stark frequentierten Gebäuden wie Schulen, Verwaltungsobjekten oder Krankenhäusern förderte.
Im Bemühen, laufend neuartige Eigenschaften solcher Boden- und Wandbeläge zu entwickeln, kam bei deren Herstellung ab etwa der 1960er Jahre verstärkt auch Asbest zum Einsatz.
Dabei sind grundsätzlich zwei Arten von asbesthaltigen Belägen zu unterscheiden. Es gab einerseits die so genannten „Floor-Flex“-Platten, bei denen Asbest als Füllstoff fest in die Matrix des Belagsmaterials (z. B. auf PVC-Basis, aber auch als Linoleum) eingebunden ist.
Andererseits jedoch gab es auch die mehrschichtig aufgebauten Beläge, bei denen die obere Verschleißschicht – in der Regel aus PVC – mit einer unteren Trägerschicht aus Asbest verbunden war. Diese asbesthaltige Trägerschicht, häufig als Belagsrücken bezeichnet, weist geringste Mengen an Bindemittel auf, besteht also nahezu aus reinem Asbest auf Chrysotilbasis (Weißasbest) und wäre der Struktur nach mit einer dünnen Asbestpappe vergleichbar. Man bezeichnete diese Beläge als „Cushion-Vinyl“-Beläge oder kurz CV-Beläge, da der Asbestrücken eine polsternde Wirkung aufwies.
Die nachfolgende Tabelle zeigt eine Gegenüberstellung der beiden asbesthaltigen Bodenbelagsarten, bezogen auf die wichtigsten asbestspezifischen Materialeigenschaften.
|                 | „Floor-Flex“                | „Cushion-Vinyl“                              |
| --------------- | --------------------------- | -------------------------------------------- |
| Asbestanteil    | ca. 20 % (Gew.%)            | ca. 40–98 % (Gew.%)                          |
| Asbestvorkommen | fest in PVC-Matrix gebunden | schwach gebunden in Pappe als Trägermaterial |

Asbestanteil in verschiedenen Bodenbelägen

## Verarbeitung
Die Produktion bzw. Verlegung asbesthaltiger Boden- und Wandbeläge, vor allem jedoch der Cushion-Vinyl-Beläge (CV-Beläge) wurde besonders stark in den 1960er und 1970er Jahren forciert. Aus Angaben in der einschlägigen Fachliteratur geht hervor, dass im Bezugsjahr 1975 in der damaligen Bundesrepublik Deutschland immerhin 7 % des Gesamt-Asbesteinsatzes auf Bodenbeläge entfiel.
| Asbestproduktgruppe       | Anteil Gesamtasbesteinsatz 1975 |
| ------------------------- | ------------------------------- |
| Asbestzement              | 65 %                            |
| Reibbeläge                | 7 %                             |
| Fußbodenbeläge            | 7 %                             |
| Asbestpappen, -dichtungen | 7 %                             |
| Asbesttextilien           | 4 %                             |
| Sonstiges                 | 10 %                            |

Asbestverwendung
Die nachfolgende Tabelle zeigt, in welcher Form sich der Verbrauch bzw. die Produktion von asbesthaltigen Bodenbelägen, getrennt nach Vinyl-Asbest-Platten und CV-Belägen, in den frühen 1970er Jahren in Deutschland entwickelt hat. Auffallend ist in diesen Jahren das Zurückgehen der Vinyl-Asbest-Platten gegenüber einer
enormen Zunahme bei den CV-Belägen.
|                                               | 1972 | 1973 | 1974 | 1975 |
| --------------------------------------------- | ---- | ---- | ---- | ---- |
| Verbrauch von Vinyl-Asbest-Platten in Mio. m² | 14,9 | 14,5 | 12,7 | 7,2  |
| Produktion von CV-Belägen in Mio. m²          | 5,1  | 9,1  | 13,6 | 14,9 |

Mengenentwicklung
Geht man davon aus, dass ein Bodenbelag insbesondere im privaten Bereich eine Lebensdauer von 20 bis 40 Jahren hat, jeweils abhängig von der Intensität seiner Beanspruchung, so sieht man aus diesen Zahlen, dass diese Problematik bis ins 21. Jahrhundert höchst aktuell ist.
Zur Verklebung von Vinyl-Asbest-Platten wurden häufig braun-schwarze Bitumenkleber eingesetzt. Diese Kleber enthalten oft ebenfalls Asbest. Gewissheit über den Asbestgehalt eines solchen Klebers kann letztlich nur eine Materialanalyse geben. Soll neben den Platten auch die möglicherweise asbesthaltige Bitumenkleberschicht entfernt werden, sind Schutzmaßnahmen wie für schwach gebundene Asbest-Produkte zu treffen.

## Aufbau

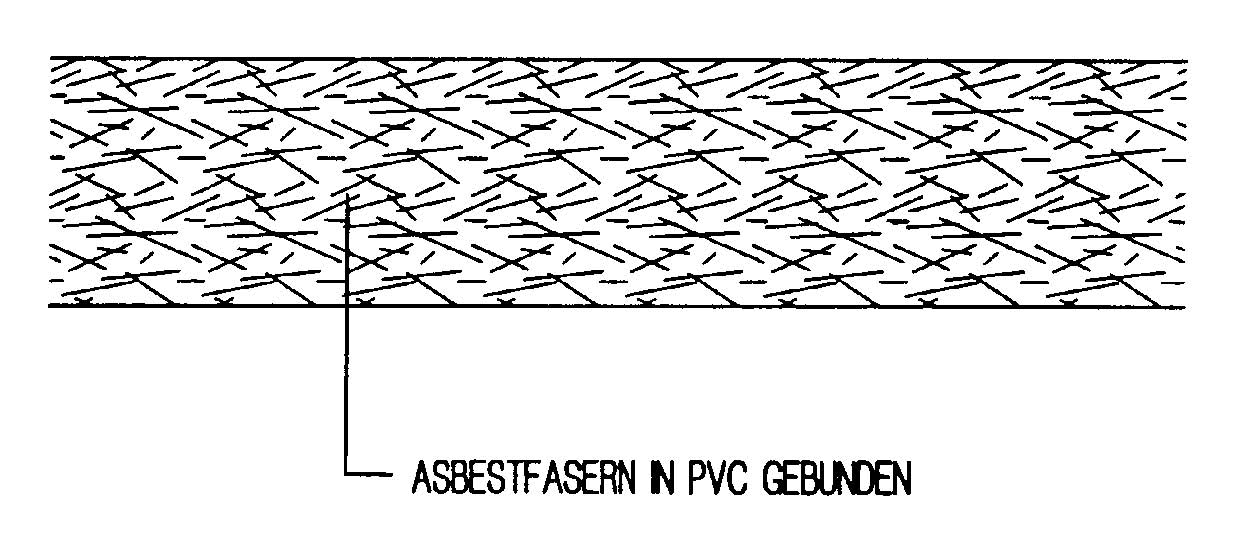
Schnittschema Vinyl-Asbest-Platte

Vinyl-Asbest-Beläge sind von ihrem Aufbau her homogene, glatte Beläge, die folgende Bestandteile aufweisen:
- ca. 20 % PVC/PVA – Copolymerisat als organischer Binder
- ca. 20 % Chrysotil (Weißasbest)
- ca. 50 % Kalksteinmehl als Füllstoff sowie
- ca. 10 % Pigmente

Die Mischung der ersten drei Bestandteile wurde bei ca. 160° Celsius in einem Knetwerk geliert und danach als pastöse Masse im Kalander zu Bahnen von ca.
1,5 mm bis 2,0 mm Stärke ausgezogen. Während dieses Prozesses wurden auch die Pigmentstoffe in die Masse eingebracht, welche das für die Vinyl-Asbest-Platten charakteristische Muster der Marmorierung ergaben. Während des Aushärtens verloren die Vinyl-Asbest-Platten ihre Plastizität und erstarrten schließlich zu harten, spröden Platten, welche bei geringem Verbiegen bereits zum Brechen tendierten. Aufgrund dieser Eigenschaft der leichten Brüchigkeit der Vinyl-Asbest-Platten wurden sie als Fliesen und nicht als kontinuierliche Bahnen in den Handel gebracht.

## Zweck der Asbestverwendung
Für Vinyl-Asbest-Platten kam ausschließlich Chrysotil bzw. Weißasbest zur Anwendung. In die Röhren und Spiralen der Elementarfibrillen des Chrysotils, welche in vermehrter Anzahl die parallelen Faserbündel ergeben, können Fremdionen eingelagert und adsorptiv gebunden werden.
Diese Eigenschaft spielt eine wesentliche Rolle bei der Verwendung des Asbestes als Füllstoff in Polymeren, wie zum Beispiel dem PVC bei den Vinyl-Asbest-Platten. Dadurch wurde eine äußerst hohe Formstabilität und Abriebfestigkeit erzielt.
Ein weiterer Grund für die Verwendung von Asbest als Füllstoff war die leichte Verarbeitbarkeit des Rohproduktes und nicht zuletzt die erhebliche Einsparung des PVC-Anteils im Ausmaß von bis zu 20 % gewichtsbezogen.

## Faseremissionen bei Nutzung und Bearbeitung
Wie bereits beschrieben, sind Vinyl-Asbest-Platten homogen aufgebaut, wobei der Asbest fest in die Matrix des Belages eingebunden ist. Da die Dichte des Materials der Vinyl-Asbest-Platten über 1 g/cm³ liegt, handelt es sich um ein fest gebundenes asbesthaltiges Produkt. Grundsätzlich können nicht nur bei der Bearbeitung, sondern im Prinzip auch bei der Nutzung und schließlich auch bei der Demontage der Vinyl-Asbest-Platten Asbestfasern freigesetzt werden.
Beim Verlegen wurden die Platten naturgemäß geschnitten, um sie den räumlichen Gegebenheiten anzupassen. Zu diesem Zwecke wurde eine Reihe von spezifischen Werkzeugen verwendet, wie zum Beispiel Spezialmesser, Schlagschere usw. Mit diesen Werkzeugen wurde auf das Belagsmaterial sowohl eine scherende, als auch eine quetschende Beanspruchung ausgeübt, bei der naturgemäß die Möglichkeit einer Freisetzung von Asbestfasern bestand.
Als weiterer Aspekt ist die Demontage dieser Vinyl-Asbest-Platten zu nennen. Durch extreme mechanische Beanspruchung, bei welcher die Platten zum Brechen gebracht werden, können Fasern aus der bisher stabilen Matrixbindung herausgerissen werden.
Schließlich kann auch durch die übliche Nutzung des Vinyl-Asbest-Belages eine Faserfreisetzung stattfinden, wenn hierzu auch relativ extreme Nutzungsbedingungen erforderlich sind. Beispielsweise durch kleine Steine und Sandkörner, aber auch andere scharfe Partikel (z. B. Späne), die in Schuhsohlen eingetreten sein können, wird bei der Begehung eine kratzende und scherende Wirkung an der Oberfläche verursacht.
Im Zuge eines im Jahre 1978 durchgeführten Forschungsprojektes des Battelle-Institutes im Auftrag des Umweltbundesamtes Berlin wurde die Emission von Asbestfasern aus Vinyl-Asbest-Platten aufgrund unterschiedlicher Beanspruchungen messtechnisch untersucht. Bei der dabei angewandten Mess- bzw. Auswertungsmethode handelte es sich um ein rasterelektronenmikroskopisches Verfahren, wofür es damals offenbar noch kein standardisiertes Verfahren gegeben haben dürfte. Es sind jeweils nur so viele Bildfelder ausgewertet worden, bis 44 lungengängige Asbestfasern, welche auch mittels energiedispersiver Röntgenmikroanalyse als solche identifiziert werden konnten, gefunden wurden, mindestens jedoch 20 Bildfelder.
In der folgenden Tabelle sind die vom Batelle-Institut ermittelten Emissionswerte zusammengefasst, wobei gleich von den angegebenen Fasern/l auf Fasern/m³ umgerechnet
wurde.
| Beanspruchungsart          | Beanspruchungsart             | Messergebnis (lAF/m³) |
| -------------------------- | ----------------------------- | --------------------- |
| Natürlicher Laufverschleiß | Nullprobe (ohne Luftbewegung) | < 1.000               |
|                            | Platten abgedeckt             | < 1.000               |
|                            | frisch verlegte Platten       | < 1.000               |
| Simulierter Laufverschleiß | mit Schleifpapier             | 60.000                |
|                            | mit Sohlenleder und Sand      | 10.000                |
| Bearbeitung                | Zerschneiden mit Schlagschere | 30.000                |
| Demontage                  | Abreißen mit Reißzange        | 1.000.000             |
|                            | Abschaben                     | 25.000                |
|                            | Abschleifen                   | nicht nachweisbar     |

## Produktbeispiele für Vinyl-Asbest-Platten
Auf der Grundlage von ausgehobenen Auszügen einer so genannten „Fußbodenzeitung“ aus dem Jahre 1978 sind in der nachfolgenden Tabelle damals handelsübliche Produktbeispiele für Vinyl-Asbest-Platten samt ergänzenden Produktinformationen zusammengestellt.
| Hersteller                        | Handelsbezeichnung | Unterlagsschicht                    | Besonderheiten                  | Design                        |
| --------------------------------- | ------------------ | ----------------------------------- | ------------------------------- | ----------------------------- |
| Armstrong Cork International GmbH | Excelon Travertex  | Vinyl-Asbest                        |                                 | marmoriert                    |
| Armstrong Cork International GmbH | Woodtone           | Vinyl-Asbest                        | Holz-Charakter                  | marmoriert                    |
| Armstrong Cork International GmbH | Tidestone          | Vinyl-Asbest                        | Stein-Charakter                 | marmoriert                    |
| Armstrong Cork International GmbH | Parquet            | Vinyl-Asbest                        | Reliefstruktur, Hochtiefprägung | Parkett-Charakter             |
| Armstrong Cork International GmbH | Travertine         | Vinyl-Asbest                        | Reliefstruktur, Hochtiefprägung | Original Travertine Musterung |
| Armstrong Cork International GmbH | Tavarra            | Vinyl-Asbest                        | Reliefstruktur, Hochtiefprägung | Marmor-Charakter              |
| Armstrong Cork International GmbH | Armaplast          | Vinyl-Asbest mit höherem PVC-Gehalt | „flexible“ Asbestfliese         | marmoriert                    |
| DLW Aktiengesellschaft            | Deliflex           | Vinyl-Asbest                        |                                 | wolkig                        |
| Dunloplan GmbH                    | Pastell-Polyflex   | Vinyl-Asbest                        |                                 | marmoriert                    |
| Forbo GmbH                        | Colovinyl          | Vinyl-Asbest                        |                                 | geflammt, jaspiert            |
| Pegulan-Werke AG                  | Flexplatten        | Vinyl-Asbest                        |                                 | gerichtet                     |

Hersteller und Produkte

## Entfernung/Entsorgung

### Ausgangssituation
Die derzeitige Entfernungs- bzw. Entsorgungspraxis asbesthaltiger Boden- und Wandbeläge wird dadurch bestimmt, dass bei der überwiegenden Anzahl von Gebäude- und Wohnungsbesitzern, aber auch bei einschlägig tätigen Gewerbetreibenden (z. B. Bodenleger, Fliesenleger, Maler und Tapezierer etc.) das Bewusstsein um die asbestspezifische Problematik entweder überhaupt nicht oder nur unzureichend vorhanden ist.
Zudem ist die Schwierigkeit der Identifizierung asbesthaltiger Boden- und Wandbeläge vor allem für die Betroffenen gegeben und dass das Problem, wenn überhaupt, erst dann erkennbar wird, wenn z. B. im Falle von Cushion-Vinyl-Belägen die Asbestpappe bereits freigelegt ist. Aber auch dann kann nur durch eine laboranalytische Untersuchung des Materials absolute Gewissheit geschaffen werden.
Wegen des nahezu vollständigen Rückganges der Verlegung solcher Beläge zu Beginn der 1980er Jahre haben sogar die Beschäftigten in den betroffenen Berufsgruppen praktisch nur dann Kenntnis davon, wenn sie bereits seit den späten 1970er Jahren oder länger einschlägig berufstätig sind.
Ein weiterer Einflussfaktor für die derzeitige Entfernungspraxis liegt durchaus auch darin, dass viele Betroffene von den Kosten einer ordnungsgemäßen Entfernung abgeschreckt werden und häufig das Risiko einer Gesundheitsbeeinträchtigung als geringeres Übel in Kauf nehmen, zumal allfällige Folgen aufgrund der langen Inkubationszeit nicht annähernd unmittelbar in Erscheinung treten.
Die im Wesentlichen zur Anwendung kommenden Entfernungsmethoden bestehen entweder
- in einer konventionellen Entfernung solcher Beläge ohne irgendwelche persönlichen Schutzmaßnahmen, häufig im Zuge des Ersatzes eines alten und/oder schadhaften Belages, oder
- in einer Asbestentfernung unter Einhaltung aller dafür vorgeschriebenen Vorkehrungen, wobei oft Erleichterungen unter bestimmten Bedingungen und im Ermessen des Entsorgers zur Anwendung kommen.

Der Regelfall wird gemeinhin die konventionelle Entfernung sein.
Dem Ergebnis der Studie Entsorgung von asbesthaltigen Boden- und Wandbelägen des österreichischen Bundesministeriums für Land- und Forstwirtschaft zufolge wurde bei der Befragung von 20 Bodenlegerbetrieben festgestellt, dass
- 15 Befragte vollkommen unkundig waren und noch nie etwas über Asbest in Bodenbelägen gehört haben wollten,
- 3 Befragte zwar schon davon gehört haben, sich jedoch nicht weiter darum kümmern,
- 1 Befragter über die gegebene Asbestproblematik zwar konkret Bescheid wusste, den Anfrager jedoch beschwichtigen und eine sachgerechte Entfernung unter Hinweis auf die Kosten ausreden wollte und
- 1 Befragter schließlich die einzig korrekte Reaktion zeigte, indem er den Anfrager an ein Fachunternehmen für Asbestentsorgung verwies, bevor er den neuen Belag verlegen wollte.

Obwohl es sich nicht um eine wissenschaftlich fundierte Meinungsumfrage gehandelt hat, kann die Realität relativ gut wiedergegeben worden sein. Das Ergebnis der Umfrage zeigt, dass auf diesem Gebiet ein großes Informations- und Sensibilitätsdefizit bei der wichtigsten einschlägigen Berufsgruppe vorliegen dürfte.

### Konventionelle Entfernung
Die konventionelle Entfernung von Vinyl-Asbest-Platten erfolgt in der Regel mit großen, gegebenenfalls elektrischen Spachtelwerkzeugen. Dabei zerbricht die Vinyl-Asbest-Platte
aufgrund ihrer spröden Materialbeschaffenheit, wobei die in der PVC-Matrix eingebundenen Asbestfasern freigesetzt werden können. Nach den Untersuchungen des Batelle-Institutes wird durch das „Abreißen mit einer Reißzange“ trotz des Charakters als fest gebundenes asbesthaltiges Produkt eine Emission in der Größenordnung von 1.000.000 lAF/m³ hervorgerufen, infolge des Abschabens der Vinyl-Asbest-Platte sind es noch immer etwa 25.000 lAF/m³.
Die Untergrundbearbeitung nach bereits vollständiger Entfernung der Vinyl-Asbest-Platte kann keine Asbestfaseremissionen mehr verursachen, was auch durch das Batelle-Institut bestätigt werden konnte.

### Entfernung nach IFA (DGUV Information 201-012, vormals BGI 664)
Das Institut für Arbeitsschutz der Deutschen Gesetzlichen Unfallversicherung (IFA) – früher Bundesgenossenschaftliches Institut für Arbeitsschutz – führt ein Verzeichnis über geprüfte Arbeitsverfahren mit geringer Asbestfaserexposition nach TRGS 519 (Technische Regeln für Gefahrstoffe). Darunter findet sich auch ein solches zur Entfernung von Vinyl-Asbest-Platten. In einer genauen Vorschrift ist festgelegt, welche Voraussetzungen ein Verfahren erfüllen muss, um als geprüft zu gelten. Nachzulesen in der DGUV Information 201-012 (vormals BG-Information BGI 664).
Die Arbeitsschritte sind wie folgt beschrieben:
- Entfernen aller beweglichen Einrichtungen, wie Möbel, Teppiche, Gardinen, Wandbilder und dergleichen
- Unbewegliche Einrichtungsgegenstände, z. B. Heizkörper, Einbaumöbel, mit Folie abdecken bzw. abkleben
- Türen/Fenster schließen
- Sicherheitskennzeichnung mit Zutrittsverbot anbringen
- Boden abschnittsweise befeuchten, Platten mit Handspachtel möglichst bruchfrei abheben und während des Abhebens mit entspanntem Wasser untersprühen (nebeln)
- Keine Stripper, keine Bodenlegerschaber verwenden
- Ausgebaute Platten in Plastiksack (Dicke > 0,2 mm) einsammeln, Sack zur Zweifachverpackung in gekennzeichneten Karton stellen
- Keine größeren Verpackungsgewichte als 25 kg bilden
- Anhaftende Belagsreste mit dem Handspachtel abstoßen, lose Reste aufsaugen
- Werkzeug mit feuchtem Lappen reinigen, Lappen in den Abfallsack geben, anschließend Werkzeug nochmals im Freien mit Wasser reinigen
- Abfallsack und Karton mit Klebeband staubdicht verschließen, verpackten Abfall in Transportbehälter (z. B. Container, Bigbags) einlagern
- Boden nach oberflächlicher Abtrocknung mit K1-Staubsauger absaugen; sonstige Oberflächen ebenfalls absaugen oder feucht wischen
- Boden anschließend mit Haftdispersion zur Restfaserbindung einstreichen

Mittels geeigneter technischer Hilfsmittel ist es möglich, den asbesthaltigen Kleber der Platten mittels einer Schleifmaschine direkt vom Boden zu entfernen. Hierbei sind alle Sicherheitsmaßnahmen für asbesthaltige Materialien einzuhalten.
Die Schleifmaschine muss in der Lage sein, den asbesthaltigen Staub direkt abzusaugen, und auch der Raum muss entsprechend abgedichtet sein. Die hierfür zulässigen Verfahren werden als BT 17-Verfahren in der DGUV Information 201-012 aufgeführt.

### Entsorgung
Maßgeblich bei der Entsorgung von Asbest und asbesthaltigen Produkten sind die Vorgaben der TRGS 519, der AbfAblV, des LAGA-Merkblattes 23 und der AVV:
Fest gebundene oder behandelte asbesthaltige Abfälle (Abfallschlüssel 17 06 05* „Asbesthaltige Baustoffe“) werden auf Deponien oder Deponiebereichen der Klassen I oder II, verpackt z. B. in sogenannten Big-Bags, abgelagert. Derzeit gibt es in Deutschland keine Verwertungsmöglichkeit.